# Invalidovna
Invalidovna (en español "hotel de los Inválidos" ) es un extenso edificio barroco, que se encuentra en el barrio de Karlín en Praga. 

## Historia
Invalidovna fue construido entre los años 1731–1737 según el proyecto de Kilián Ignác Dientzenhofer. Su modelo fue Les Invalides, un edificio para veteranos inaugurado en París en 1679.  Su objetivo fue el de acoger y atender a inválidos de guerra hasta la década de 1930.
Sólo se completó una novena parte del diseño original. A pesar de que Invalidovna no se terminó de construir según los planos originales, se trata de uno de los mayores complejos barrocos de toda Bohemia. Allí vivían máximo unos 1.200 reclusos. 
En 1935 todos los habitantes se trasladaron a otra "invalidovna", en la localidad de Hořice, y el edificio fue utilizado por el ejército checo. Después de esto, también se utilizó como archivo del ejército. 
En 2002 el edificio resultó dañado por una gran inundacióny la mayoría de los materiales del archivo fueron destruidos.  El edificio espera actualmente una costosa reconstrucción. Un posible uso futuro es como un espacio abierto para la cultura y la vida social.

## Cine
El complejo Invalidovna ha servido como lugar de rodaje de varias películas notables;
- La película dramática estadounidense Amadeus (1984) dirigida por Miloš Forman.
- la película Hellboy (2004) de Guillermo del Toro..
- En 2023, el director de cine Robert Eggers eligió Invalidovna como uno de los lugares de rodaje de su nueva adaptación de Nosferatu (2024). [4]

## Transporte
La estación de metro Invalidovna lleva el nombre de este edificio.